# مسابقة جمال الطفل
مسابقة ملكة جمال الأطفال هي مسابقة ملكة جمال تضم متنافسين يقل عمرهم عن 16 عامًا. قد تشمل فئات المنافسة المواهب، والمقابلات، والملابس الرياضية، والملابس الكاجوال، وارتداء ملابس السباحة، والملابس الغربية، والزي المختار، وارتداء العقد، وارتداء فساتين السهرة. يمكن العثور على المتسابقين وهم يضعون المكياج للأسنان المزيفة، والمعروفة باسم الزعانف، فضلا عن تسريحات الشعر المتقنة والمصممة، لتقديمات روتينية على خشبة المسرح.

## التاريخ
بدأت مسابقات الجمال في عام 1921 عندما صمم مالك أحد فنادق أتلانتيك سيتي فكرة المساعدة في تعزيز السياحة.
ومع ذلك، فقد تم نشر هذه الفكرة بالفعل من خلال مسابقات «أجمل طفل» التي تقام في المدن الكبرى في جميع أنحاء البلاد. بدأت مسابقة ملكة جمال أمريكا الصغيرة في الستينيات من القرن العشرين نيو جيرسي. ويعتبر الاصل للمسابقة بأنها للمراهقين الذين تتراوح أعمارهم بين 13 و 17 سنة، ولكن بحلول عام 1964 كان هناك أكثر من 35000 مشارك، مما أدى إلى تقسيم العمر.

ظهرت مسابقة ملكة جمال الطفل الحديثة في أوائل الستينيات، التي أقيمت في ميامي، فلوريدا. ومنذ ذلك الحين، نمت الصناعة لتشمل حوالي 250 ألف مسابقة. إنها تجارة مربحة بشكل متزايد، تجلب نحو عشرين مليار دولار سنوياً إلى الأمريكتين مع انتشار شعبيتها في جميع أنحاء العالم.

## أنواع
في حين أن معظم مسابقات الجمال تلبي احتياجات الفتيات، فهناك عدد متزايد من المسابقات يشمل الفتيان كذلك. في كثير من الأحيان، تصل أعمار الفتيان إلى سن 6 سنوات وعددهم قليل جدا بسبب عدم المشاركة والإدراك العام. يتم تقسيم التقسيمات العمرية عمومًا كما يلي:
منذ الميلاد إلى 11 شهرًا، و12-23 شهرًا، ومن 1-3 سنوات، ومن 4 إلى 6 سنوات، ومن 7 إلى 9 أعوام، ومن 10 إلى 12 سنة، ومن 13 إلى 15 عامًا، ومن 16 إلى 18 عامًا. بالنسبة للأولاد، في بعض الأحيان يتم دمج فئتين عمريتين مثل 0-3 سنوات، 4-6 سنوات، إلخ.
اعتمادًا على نوع نظام المسابقة الذي يتم إدخاله، سينفق المتسابقون حوالي ساعتين أو أقل في المسابقة الفعلية. عادةً ما يكون للمهارات الموسيقية مبدأ توجيهي «لا يزيد عن دقيقة ونصف على خشبة المسرح» لكل طفل من أجل الجمال أو الملابس الرسمية وغيرها من الأحداث القائمة على النماذج. تقتصر المواهب عادة على دقيقتين أو أقل مع الاستثناء النادر الذي يسمح بمرحلتين ونصف إلى ثلاث دقائق.
في مسابقات الواجهة، من المتوقع أن يكون للفتيات «روتينات» مختلفة لكل شريحة من المنافسة. تتكون الروتينات من حركات مختلفة توصف في بعض الأحيان بأنها «مشي وقح» و «قدم جميلة» وأكثر من ذلك. يمكن أن تشمل تعبيرات الوجه كميات ليبرالية من "duckface". وغالبا ما يشار إلى هذا النمط من النمذجة باسم «النمذجة الموالية». الشعر الكبير (بما في ذلك الشعر المزيف)، الماكياج الخالي من العيوب، رذاذ الرش، الزعانف (الأسنان المزيفة)، وملحقات الأظافر من المتوقع أيضا من المتسابقين. أفضل ما يمكن وصفه لمهرجان «جليتز» بأنه «أي شيء يسير».
وعلى النقيض من ذلك، فإن المسابقات الطبيعية لديها مبادئ توجيهية صارمة إلى حد ما فيما يتعلق بالملابس، والماكياج، والشعر، وما إلى ذلك. البرامج مثل أمريكا الوطنية 
تمنع أي ماكياج بخلاف ملمع الشفاه غير اللامع والمسكرة للفتيات على خشبة المسرح. غالباً ما يشار إلى نمط النمذجة هذا باسم "Miss America-style". بعض المواكب لديها مجموعة محددة من الحركات بينما يسمح البعض الآخر بخطوة أكبر في كيفية استخدام الفتيات للمرحلة أو المدرج.
تمتلك جميع المسابقات مبادئ توجيهية وقواعد ومعايير مختلفة قليلاً حول ما يحكمون عليه والأحداث. قد تشمل الأحداث الملابس الرياضية وملابس السباحة وملابس المساء والموهبة والمقابلة الشخصية ومهارات الكتابة والنمذجة. .
يتم انتقاد الأطفال على «الفردية، والقدرة، والاتزان، والثقة». وهم يتنافسون للفوز بمجموعة متنوعة من الجوائز، مثل الإلكترونيات، والألعاب، والمنح الدراسية، والمنح، والنقود، والتاج، والزنانير، والجلباب، والجوائز. .
يتم إنشاء بعض المسابقات لتوليد الربح لمشروع تجاري بينما يتم تشغيل البعض الآخر كمنظمات غير ربحية. في العادة، تكون المنظمات غير الربحية لديها رسوم دخول منخفضة وترعى مؤسسة خيرية أو منظمة إنسانية أخرى.

## التكلفة
يعتمد متوسط تكلفة المسابقة على عدد قليل من العوامل مثل ما إذا كانت المسابقة مصقولة أو طبيعية، إذا كانت المسابقة عبارة عن مسابقة محلية أو وطنية، وومسافة ملكة المسابقة من بيت المتسابقين، ومتطلبات الإلباس.
يمكن أن تتراوح رسوم الدخول إلى عدة مئات من الدولارات. بالإضافة إلى ذلك، قد يتم تقديم أحداث اختيارية أو جوائز جانبية لزيادة السعر أيضًا. تعرض العديد من المسابقات لقب «الأسمى» الذي يمكن أن يشتمل على آلاف الدولارات من السندات النقدية أو المدخرات كحافز إضافي لدخول كل فئة. عادةً ما تكون العناوين العليا متاحة فقط لأولئك الذين يدخلون عددًا معينًا من الأحداث الاختيارية.
تقام العديد من العروض في الفنادق وتطلب من المتسابقين البقاء في الموقع لمدة يوم واحد على الأقل أو أكثر بسبب جدول المسابقة. تتراوح أسعار الغرف الفندقية للمهارات عموما بين 99 و 179 دولارًا / الليلة اعتمادًا على موقع الفندق.
في المسابقة الرسمية، يتم عادةً صنع المكياج والشعر بواسطة فنان مكياج محترف.
لا تتطلب المسابقات الطبيعية عادةً فنان ماكياج محترف أو مصفف شعر على الرغم من أن بعض الفتيات يختارن استخدامها في التقسيمات العمرية.
يمكن أن تتكلف الثياب والأزياء تحت عنوان من 50 دولار إلى 8000 دولار، اعتمادا على المصمم، وكمية الزينة على الملابس وما إذا كان الثوب قد تم استئجاره أو شراؤه مستخدمًا أو اشترى جديدًا. ويفتخر العديد من أمهات المتسابقات بصنع معظم خزانة ملابس أطفالهن كإجراء لتوفير التكاليف.
بالإضافة إلى ذلك، يقوم بعض الآباء بتوظيف مدربي المهرجان لتعليم أطفالهم الروتينية بطريقة مهنية والعمل معهم في أسئلة وأجوبة المقابلة. بغض النظر عن أسلوب المسابقة أو الواجهة أو الطبيعة، يمكن أن يكون من المفيد الحصول على رأي غير متحيز حول المقابلات وخيارات الملابس. وتشير التقديرات إلى أن الملابس والدعائم من حيث صلتها بتكاليف وضع طفل من خلال مسابقة ملكة الجمال يمكن أن تتراوح من 300 دولار إلى 5000 دولار اعتمادًا على مستوى المنافسة.
اعترف الآباء بإنفاق أكثر من 30,000 دولار على مسابقات لأطفالهم الصغار على برنامج TLC's Toddlers & Tiaras . حتى أن هناك حالات من الأسر التي تعاني من الديون أو تفقد منازلها بسبب الإفراط في موارد الأسرة لتغطية التكاليف التي تتطلبها المسابقات.
لتحمل تكلفة المنافسة، يجوز للمتسابقين بيع تذاكر الراعي أو صفحات الإعلانات لكتب الإعلانات بالإضافة إلى قيام الشركات المحلية والأصدقاء والعائلة برعايتها بتبرعات. يمكن أن تتراوح أسعار تذاكر الرعاة من 1 دولار إلى 10 دولارات، ويتم إدخالها في رسوم السحب على الجوائز النقدية.

## النقد
ينتقد الآباء في بعض الأحيان لدخول أبنائهم في مسابقات الجمال من خلال حمل فتيات صغيرات جداً على معيار «الجمال» الذي يتضمن وضع المكياج ويُنظر إلى المسابقات على أنها تعزز نوعًا من الأنوثة السطحية والحديثة جدًا. ويتساءل أحد علماء الاجتماع، شيلبي كولنيل بانيل، عن سبب إخضاع الآباء لأطفالهم عن طيب خاطر للتنشئة الاجتماعية بين الجنسين بمثل هذا الشكل المتطرف.

## اضطرابات الأكل
اعتاد الأطفال الذين يتنافسون في مسابقات أن يكونوا في دائرة الضوء العامة. ومن واجبهم التعاون وأن يبدو جمييلين . في عالم المسابقات، لا يعتبر تجاوز الوزن المعين جاذبية.
لهذا السبب، العديد من المراهقين في عالم المسابقة قد يصابون باضطرابات الأكل مثل فقدان الشهية العصبي . ويقومون بتجويع أنفسهم عمدا من أجل البقاء في الوزن «المناسب» وذلك للفوز بالمسابقة . في كثير من الأحيان، تتطلب مسابقات الجمال الفاتنة من الفتيات الصغيرات ارتداء الفساتين المجهزة بإحكام، لذلك يتم وضع ضغط إضافي على الفتيات الصغيرات ليظلن نحيفات.

## دراسة عام 2005
في دراسة نُشرت في عام 2005، تمت مقارنة 11 امرأة تنافسن في مسابقات الجمال كأطفال مع مجموعة شاهدة من إحدى عشرة امرأة لم تتنافس. تمت مقارنتهم في مناطق مختلفة، مثل مؤشر كتلة الجسم، والعمر والرضا الكلي للجسم. بشكل عام، وجدت هذه الدراسة المحدودة أن أولئك الذين تنافسوا في مسابقات الجمال كأطفال كانوا أكثر استياءًا من أجسادهم، وكان لديهم قدر أكبر من انعدام التمثيل الغذائي وقضايا الثقة من أولئك الذين لم يشاركوا، ولكن لم يبدوا فروقًا ذات دلالة إحصائية في مقاييس الشره المرضي العصبي والجسم الإدراك أو الاكتئاب أو تقدير الذات. واعترف الباحثون بأن حجم العينة الصغير قد قلص من دقة دراستهم.
.